# Roger Furrer (Golfspieler)
Roger Furrer (* 24. Juli 1984 in Chur, Schweiz) ist ein ehemaliger Schweizer Profigolfer. Er war Mitglied der Schweizer Nationalmannschaft von 2001 bis 2014 (Boys, Junior, Amateure, Professional). Seit 2015 ist er Club Manager im traditionsreichen Lucerne Golf Club (Luzern, Schweiz).

## Leben
Er begann Ende 1997 mit dem Golfspiel beim Golfclub Domat/Ems. Durch Zufall zum Golfsport gestossen, nahm seine Karriere bei den Junioren einen steilen Aufstieg. Innerhalb von vier Jahren schaffte er es vom Anfänger zum Scratch-Spieler (Hcp.0).
Bereits im Jahr 2003 konnte er ein Amateur/Professionalturnier in der Schweiz gewinnen und spielte noch als Junior beim Profi Turnier «Omega European Masters» in Crans-Montana. Neben mehreren Einzelsiegen wurde er zudem zweifacher Schweizer Meister.
Aufgrund der guten Resultate und zwei Siegen bei internationalen Juniorenturnieren in den USA wurde ihm ein Wirtschafts-Studium und die Mitgliedschaft eines der besten US-College-Teams in Augusta, GA, USA ermöglicht.
Als Amateur nennt er neben mehreren Teilnahmen an Einzel- und Team-Europameisterschaften den für die Schweiz historischen 4. Platz an den Team-Weltmeisterschaften in Puerto Rico 2004 als besonderes Highlight. Mit der ersten Bronze-Medaille an einer Amateur-EM für die Schweiz im darauf folgenden Jahr in England kam dann noch die Krönung für die Schweiz.
Mitglied der Schweizer Nationalmannschaft war Furrer ab 2001, und auch seit seinem Übertritt zu den Professionals Ende 2007 gehört er zum Nationalteam der Schweiz.
Die ersten drei Profijahre spielte er vor allem auf Satelliten-Touren in Europa und den USA. Im März 2011 gelang ihm dann ein Exploit. Er qualifizierte sich in Florida durch einen 3. Rang an der Canadian Tour Qualifying School als erster Schweizer für eine Majortour in Nordamerika als «Full Expert Member».
Auch für 2012 und 2013 erspielte er sich die volle Spielberechtigung für die neu unter der Obhut der US PGA Tour stehende PGA Tour Canada. Er klassierte sich fast immer im Preisgeld und spielte mehrere Mal ganz vorne in den Spitzenflights mit. In der Sommerpause der Tour 2012 gewann er in der Schweiz das Omnium (Schweizer Meisterschaften der Profis und Amateure) und die Swiss PGA Championships (Schweizer Meisterschaften der Profis). Ausserdem konnte er sich als einer der Top 4 der Schweizer Order of Merit für das Omega European Masters in Crans qualifizieren.

## Erfolge als Amateur und Profi

### Amateur Schweiz
- Mehrere Siege bei Swiss Junior Tour Turnieren
- Sieger Bündner Meisterschaften 2000, 2003
- Sieger Neuchâtel Open Amateur 2003
- Schweizer Meister Matchplay 2004
- Schweizer Meister Junioren 2004
- Sieger Swiss Central Championships 2003
- Vize-Schweizer-Meister Amateur Strokeplay Championships 2004, 2005
- Sieger Neuchâtel Open Amateur 2006
- Sieger Swiss Orientale Amateur 2007

### Amateur International
- Mitglied Schweizerteam European Team Championships
- Boys, Junior, Amateur 2002–2005
- Einzel-Europameisterschaften 2003, 2005, 2006, 2007
- Sieger International Junior Tour Sea Pines USA 2004
- Sieger International Junior Tour Kiawah Island USA 2004
- 9. Rang European Challenge Trophy Polen 2004
- 4. Rang World Amateur Team Championships Puerto Rico 2004
- 3. Rang European Amateur Team Championships England 2005
- 15. Rang French Amateur Championships 2005, 2006
- Mitglied Golfteam Augusta State University USA 2004–2006
- Sieg Jerry Pate National Intercollegiate mit Team Augusta State University
- University Championships Turin 2006

### Professional
- 10. Rang EPD Tourfinale Job AG Championships Deutschland 2008
- 6. Rang Memorial Oliver Barras Crans sur Sierre Schweiz 2009
- Vize-Schweizer-Meister Team Swiss PGA 2009 und 2010
- 14. Rang Quest Golf Tour Hammock Creek USA 2010
- Mehrere Top-Ten-Klassierungen Swiss PGA Tour 2010
- 3. Rang Qualifying School Canadian Tour USA 2011
- 13. Rang European Tour Qualifying School Portugal 2011
- Sieger Omnium Suisse 2012
- Sieger Credit Suisse PGA Championships 2012